# Reykdœla saga ok Víga-Skútu
La Reykdœla saga ok Víga-Skútu, o semplicemente Reykdœla saga (che in italiano significa Saga dei valligiani di Reykjadalr), è una saga degli Islandesi scritta in norreno in Islanda intorno al XIII-XIV secolo. L'editore moderno della Reykdœla saga ok Víga-Skútu la cui versione è presa da tutti convenzionalmente come standard è l'Íslenzk Fornrít.